# Arthur Sorin
Pour les articles homonymes, voir Sorin.
Arthur Sorin, né le 1er novembre 1985 à Laval, est un footballeur français ayant évolué au poste de défenseur.

## Biographie
Passé par toutes les équipes de jeunes du Stade rennais, il remporte au passage la Coupe Gambardella en 2003. Devenu professionnel deux ans plus tard, en même temps que Simon Pouplin et Stéphane Mbia, il est prêté dans la foulée au Vannes OC en National.
Il revient alors à Rennes et joue avec l'équipe réserve en CFA.
En janvier 2007, il donne une nouvelle direction à sa carrière en rejoignant Kalmar FF, qui évolue en Allsvenskan. Il y connaît la réussite puisque le club remporte la Coupe de Suède et se classe deuxième du championnat. L'année suivante, il remporte le championnat de Suède tout en étant élu meilleur arrière droit du championnat.
Il rejoint en janvier 2009 la Superligaen, recruté par l'AGF Århus pour un contrat de 3 ans et demi, mais quitte son nouveau club seulement six mois plus tard.
Le 2 juillet 2009, il est prêté avec option d'achat pour une saison au CS Sedan-Ardennes. Il n'y joue que deux matchs et l'option d'achat n'est pas levée par le club ardennais, il retourne donc au Danemark.
Arthur Sorin est le fils de Michel Sorin, ancien joueur professionnel au Stade rennais et au Stade Lavallois.

## Carrière
| Saison      | Club          | Pays     | Championnat | Championnat | Championnat | Championnat  | Championnat  | Coupe d'Europe | Coupe d'Europe | Coupe d'Europe |
| Saison      | Club          | Pays     | Division    | Matchs      | Buts        | Cartons      | Cartons      | Type           | Matchs         | Buts           |
| ----------- | ------------- | -------- | ----------- | ----------- | ----------- | ------------ | ------------ | -------------- | -------------- | -------------- |
| Saison      | Club          | Pays     | Division    | Matchs      | Buts        | Carton jaune | Carton rouge | Type           | Matchs         | Buts           |
| 2002 - 2003 | Stade rennais | France   | CFA         | 2           | 0           | 0            | 0            | -              | -              | -              |
| 2003 - 2004 | Stade rennais | France   | CFA         | 22          | 0           | 0            | 0            | -              | -              | -              |
| 2004 - 2005 | Stade rennais | France   | CFA         | 30          | 0           | 0            | 0            | -              | -              | -              |
| 2005 - 2006 | Vannes OC     | France   | National    | 29          | 1           | 0            | 0            | -              | -              | -              |
| 2006 - 2007 | Stade rennais | France   | CFA         | 5           | 0           | 0            | 0            | -              | -              | -              |
| 2007        | Kalmar FF     | Suède    | Allsvenskan | 25          | 1           | 0            | 0            | -              | -              | -              |
| 2008        | Kalmar FF     | Suède    | Allsvenskan | 21          | 0           | 0            | 0            | C3             | 5              | 0              |
| 2009        | AGF Århus     | Danemark | SAS Ligaen  | 8           | 0           | 0            | 0            | -              | -              | -              |
| 2009 - 2010 | Sedan         | France   | Ligue 2     | 2           | 0           | 1            | 0            | -              | -              | -              |
| 2010 - 2011 | AGF Århus     | Danemark | 1.Division  | 23          | 1           | 0            | 0            | -              | -              | -              |
| 2011 - 2012 | AGF Århus     | Danemark | SAS Ligaen  | 22          | 0           | 0            | 0            | -              | -              | -              |
| 2012 - 2013 | AGF Århus     | Danemark | SAS Ligaen  | 25          | 2           | 2            | 0            | C3             | 2              | 0              |

## Palmarès
- Champion de Suède en 2008 avec Kalmar FF
- Champion du Danemark de 1.Division en 2011 avec AGF Århus
- Vainqueur de la Coupe de Suède en 2007 avec Kalmar FF
- Vainqueur de la Coupe Gambardella en 2003 avec le Stade rennais